# 马载尧
马载尧（1920年11月23日—1982年1月15日），河南省巩义市人，中国人民解放军开国上校。

## 生平
马载尧于1920年11月2日出生于河南省巩县南河渡镇神堤村，是家中独子，父亲在北京大学读书时去世，母亲张月桂在婆家生活不如意，不得不带马载尧常年在张家岭自己的娘家生活。马载尧早年在开封市读书。1938年初，马载尧在河南省立开封高中肄业，加入民先队，同年6月加入中国共产党，后与舅舅张克刚、姨妈张熙如一起赴延安，马载尧在抗日军政大学第四期学习。毕业后，马载尧赴晋察冀前线，任晋察冀军区教导团政治指导员，后历任延安“抗大”干训队教导员、政委。1945年，马载尧奉调东北开辟东北根据地，任北满独立二师第四团政治处主任，中国人民解放军第四十九军一四五师四三五团政治处主任、副政委。1949年，马载尧调解放军第四十九军青年军政干校，任教育长，后任第一四五师政治部副主任。1952年，马载尧进入中国人民解放军政治学院政治系学习2年，期满留校任教，兼任《思想战线》主编、学术研究处处长、教研室主任、训练部副教育长等职。
1955年，马载尧被授予陆军上校军衔，1960年晋升为陆军大校。1982年1月15日，马载尧去世，骨灰安放在北京八宝山革命公墓。

## 评价
思虑周全，语言与文字表达皆属上乘，个人涵养尤其好。

## 家庭

### 外祖父
- 张荫南，河南省巩县（今巩义市）张岭村郎中[4]

### 舅姨
- 柯岗，原名张晏如，又名张克刚，历任八路军一二九师宣传部干部、情报站长，晋冀鲁豫中央局《人民日报》编委，新华社野战军记者，第二野战军第十二军宣传部副部长、新华支社社长，西南军政委员会文教部文化处副处长，西南作家协会理事，国务院文化部剧本委员会办公室主任[4]
- 张熙如，原宁夏高级法院院长、银川市人大常委会原副主任兼秘书长[4]

### 夫人
- 田薇，马载尧在北满独立二师的战友，曾任司令部直属队指导员，生有五个子女[1]

### 子女
- 马晓天，原中国人民解放军空军司令员，中共共产党第十六、十七、十八届中央委员会委员，中国共产党第十八届中央军事委员会委员